# ترقود
تُرْقُود جنس حشرات من فصيلة الزوحنيات. أنواعه المعروفة نحو 50 منتشرة في أصقاع العالم. أجسامها صغيرة القد، مستطيلة الشكل. أطوالها تراوح من 10 إلى 17 مم. كواسلها إلى الزرقة السداء المواج. أغمادها إلى الزرقة الجميلة المبضعة بالأحمر أو بالأصفر. تسرح في النهار. قوتها رحيق أزهار الفصيلة الصيوانية. يرقاتها قانصة تقضي على يرقات الحشرات الحاشبة وعلى دبى المشيل والنحل البري.